# Noordbergum
Noordbergum (officieel, Fries: Noardburgum [no.əd’börgm], ook wel Burgerheide, [börgr’ha.i ̯də]) is een dorp in de gemeente Tietjerksteradeel, in de Nederlandse provincie Friesland.
Zoals de naam al aangeeft ligt Noordbergum ten noorden van Bergum, tussen Leeuwarden en Groningen aan de provinciale weg N355 en ten oosten van Hardegarijp.
In 2023 telde het dorp 2.290 inwoners. Onder het dorp valt een deel van de buurtschappen Kuikhorne en Quatrebras.

## Geschiedenis
De plaats is ontstaan op een noordelijk van Bergum gelegen heidegebied. Het werd in 1718 dan ook aangeduid als Bergumer heide. Vanaf de 19e eeuw komt de spelling Bergumerheide voor. Tot 1930 was Bergumerheide een buurtschap die onder Bergum viel, waarna het de dorpsstatus verkreeg en dat op initiatief van de gemeente in plaats van op aanvraag vanuit de plaats zelf zoals dat toen nog gebruikelijk was. Het dorp kreeg daarbij een nieuwe naam. In eerste instantie zou dat Bergum-Noord worden maar op het laatste moment werd er voor Noordbergum gekozen.
Vanaf halfweg de jaren negentig van de 20ste eeuw is het inwoneraantal flink gestegen, waardoor Noordbergum in het begin van de 21ste eeuw het derde dorp van Tietjerksteradeel is geworden, na Bergum en Hardegarijp

## Sport
Sinds 1964 heeft het dorp een eigen voetbalclub, VV Noordbergum. Deze bestond al eerder korte tijd, van 1937 tot en met 1942. Van 1927 tot en met 1933 was er de voetbalclub VV Bergumerheide.

## Cultuur
In Noordbergum is het Klompenmuseum Scherjon gevestigd.

## Geboren in Noordbergum
- Abe Brouwer (1901-1985), schrijver
- Nyk de Vries (1971), schrijver

## Galerij

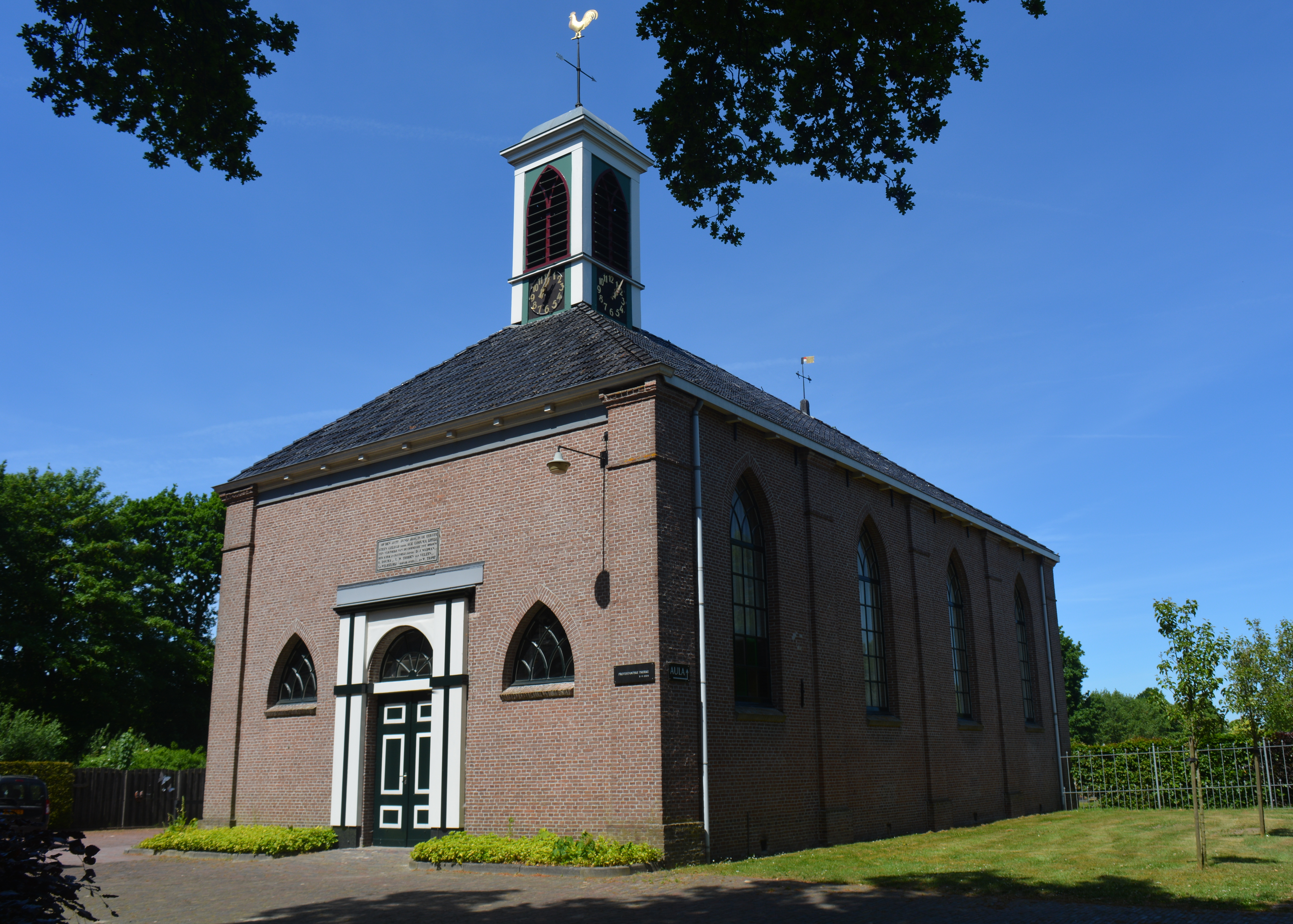
PKN-Kerk
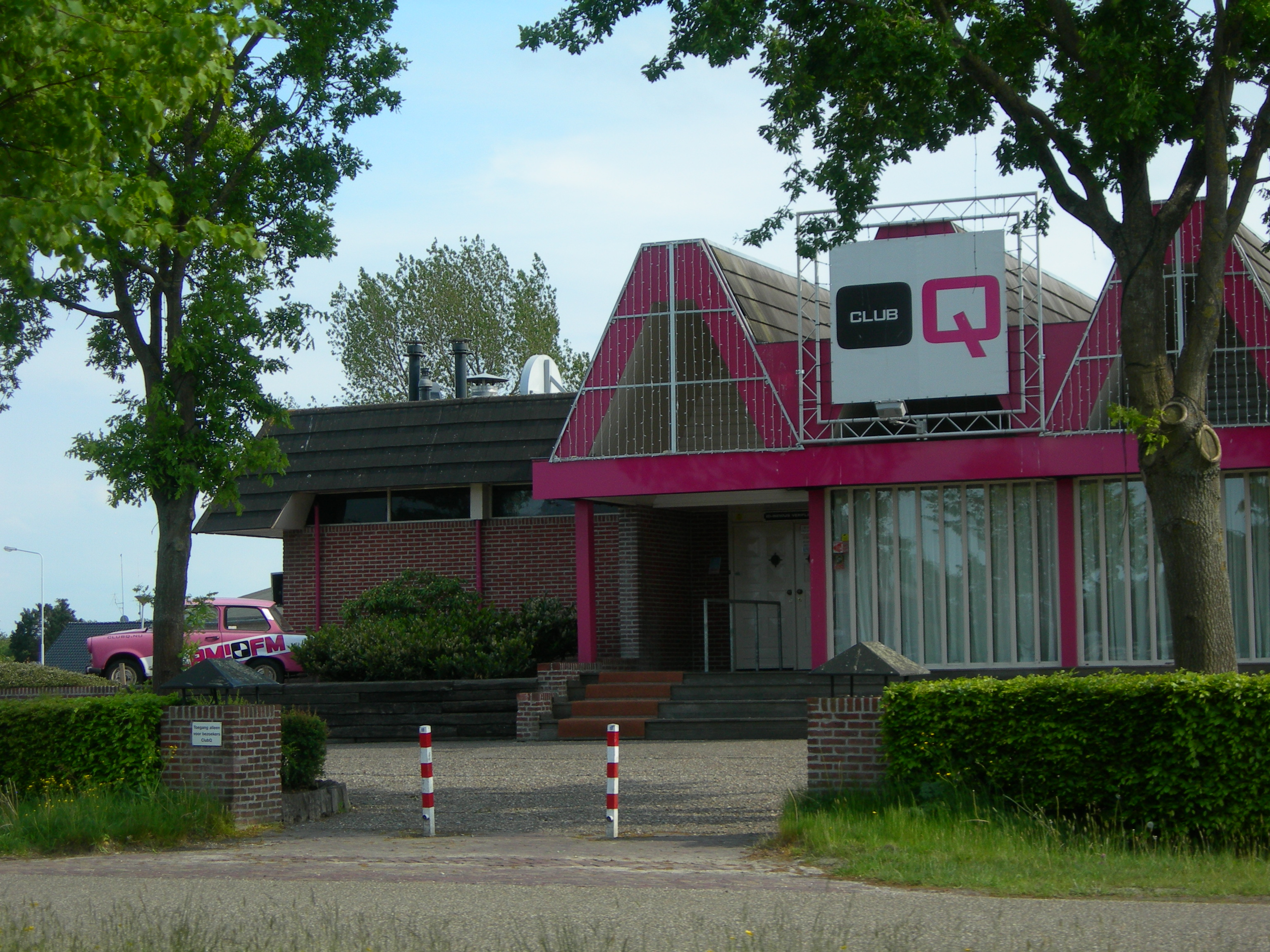
Club Q
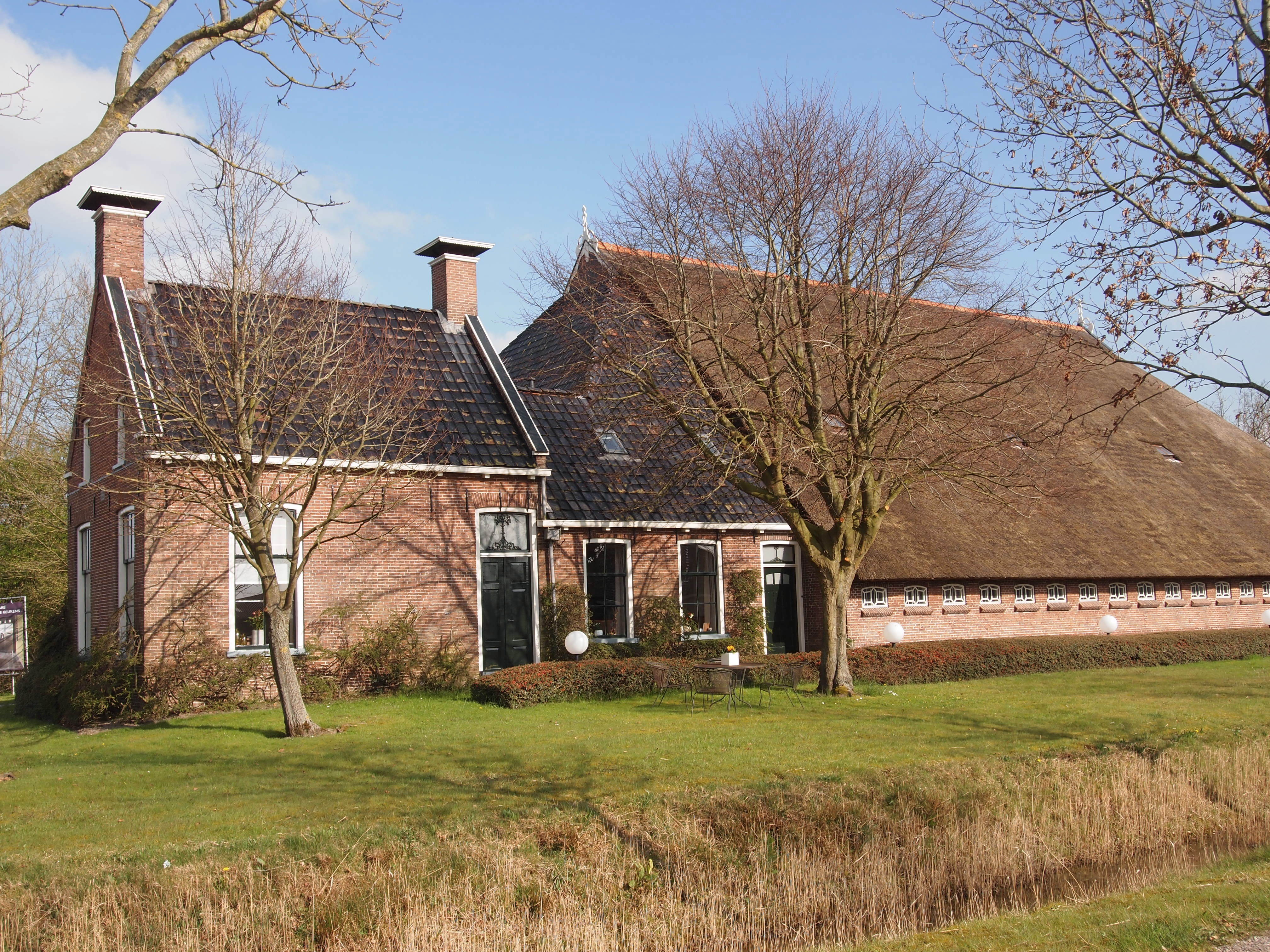
Boerderij
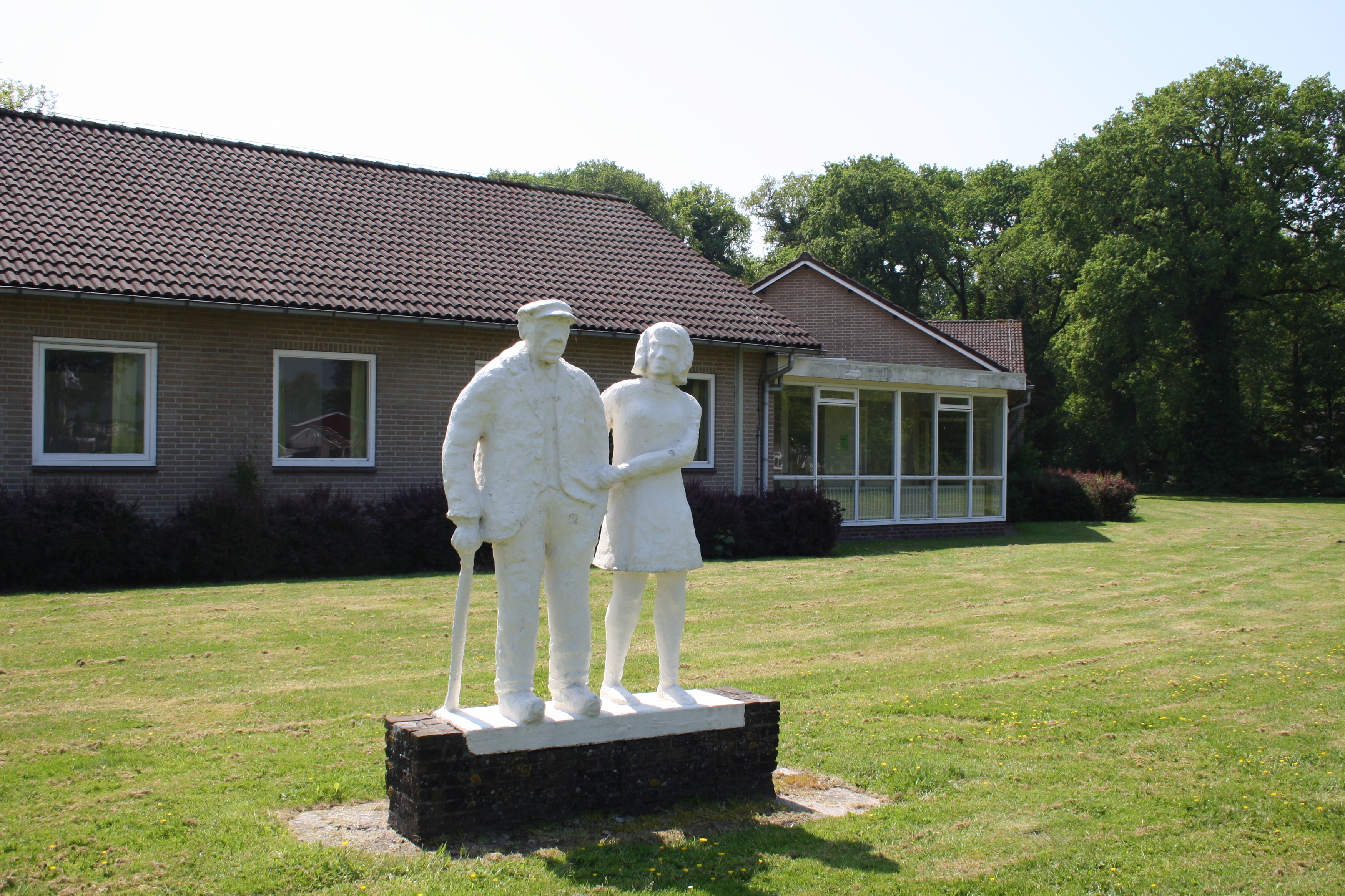
Beeld "Jong helpt oud" van Mindert Wiltstra